# Platak
Platak est une petite station de ski située sur les pentes de la montagne Radeševo (1 363 mètres d'altitude) à une trentaine de kilomètres au nord de Rijeka, dans l'est de la Croatie.
La vue depuis les pistes de ski s'étend sur les îles voisines de Krk, Cres et Lošinj.